# François Hollande
François Gérard Georges Hollande (Ruan, 12 de agosto de 1954) es un político francés. Entre 2012 y 2017 fue el vigesimocuarto presidente de la República Francesa, copríncipe de Andorra y gran maestre de la Legión de Honor. 
Hollande fue además dirigente del Partido Socialista y alcalde de Tulle. Entre 1997 y 2008 desempeñó el cargo de primer secretario del PS. Compitió en las primeras primarias ciudadanas organizadas por el Partido Socialista y el Partido Radical de Izquierda. El 16 de octubre de 2011 fue designado candidato socialista para las elecciones presidenciales de 2012 en Francia siendo elegido con el 51,64 % de los votos.

## Biografía
François Gérard Georges Nicolas Hollande es el hijo menor del doctor Georges Gustave Hollande, médico otorrinolaringólogo partidario de la Argelia francesa —es decir, opuesto a su independencia—, candidato fallido en una lista de extrema derecha en las elecciones municipales de Ruan en 1959 y 1965. Su madre, Nicole Frédérique Marguerite Tribert, es trabajadora social y simpatizante de izquierda.
Pasó su infancia en Bois-Guillaume, ciudad residencial en los altos de Ruan, es alumno del internado Jean-Baptiste-de-La-Salle de Rouen. En el primer trimestre de 1968, su padre, mal visto por su proximidad con Jean-Louis Tixier-Vignancour y la banda terrorista OAS, vendió su clínica, su apartamento del barrio de le Clos du Hamel, la casa de Bois-Guillaume y se mudó con toda la familia a Neuilly-sur-Seine, donde inició su carrera en el comercio inmobiliario. François entró en el Lycée Pasteur de Neuilly-sur-Seine, y luego en la Facultad de Derecho de París, licenciándose en Derecho, después ingresó en la Escuela de Estudios Superiores de Comercio y en el Instituto de Estudios Políticos de París, donde militó en la Unión Nacional de los Estudiantes de Francia, UNEF-Renouveau, cercana al Partido Comunista Francés. En 1976, se le declaró exento del servicio militar a causa de su miopía pero obtuvo la anulación de la decisión. Durante sus clases en la École des officiers de Coëtquidan, en enero de 1977, compartió dormitorio con Jean-Pierre Jouyet, Michel Sapin, Henri de Castries y Jean-Michel Lambert.
Completó sus estudios en la Escuela Nacional de Administración, siendo el séptimo mejor expediente de la promoción de 1980. Entre sus compañeros de promoción figuraban su pareja Ségolène Royal; Dominique de Villepin, que compitió con él en las elecciones presidenciales de 2012; Henri de Castries, actual presidente de AXA, y otros futuros altos cargos.
Desde los años 1970 hasta 2007 fue pareja de Ségolène Royal, con la que tiene cuatro hijos, también dirigente socialista y candidata a la presidencia de Francia en 2007.

## Trayectoria política

Con Ségolène Royal en 2007.

Auditor en el Tribunal de Cuentas desde 1980 a 1981, François Hollande comenzó su carrera en las elecciones legislativas de junio de 1981.
De 1981 a 1982, ocupó cargos de misión en el Palacio del Elíseo y en 1983 fue director de Gabinete de dos portavoces del Gobierno: Max Gallo y Roland Dumas.
Elegido miembro de la 1.ª circunscripción de Corrèze en 1988, François Hollande fue nombrado secretario de la Comisión de Hacienda, Economía y Plan General. También fue Relator del presupuesto de defensa y el autor de un informe sobre la fiscalidad del patrimonio y el análisis de los costes del ejército de ocupación.
En diciembre de 1992 fue nombrado presidente del Consejo Consultivo de las Personas con Discapacidad. Un año después, en abril de 1993 a junio de 1997, fue nombrado asesor letrado y presidente del Club de testigos establecido por iniciativa de Jacques Delors, entonces presidente de la Comisión Europea. En noviembre de 1994 fue nombrado Secretario del Consejo Nacional de Partido Socialista en las cuestiones económicas y un año más tarde Secretario Nacional de Prensa (es decir, Portavoz) hasta octubre de 1995.
En junio de 1997, fue designado Primer Secretario delegado del Partido Socialista tras la victoria del Partido Socialista en las elecciones legislativas. El 27 de noviembre de 1997, fue elegido Primer Secretario del Partido Socialista. François Hollande es vicepresidente de la Internacional Socialista desde noviembre de 1999. Fue diputado al Parlamento Europeo de junio a diciembre de 1999 y diputado por Corrèze en junio de 2002.
François Hollande fue concejal de la ciudad de Tulle hasta marzo de 2001. Renunció a su mandato como vicepresidente del Consejo Regional de Limousin (que ocupó desde abril de 1998) en marzo de 2001 después de haber sido elegido alcalde de Tulle en la Corrèze. Siguió siendo alcalde de Tulle hasta marzo de 2008, cuando fue elegido presidente del Consejo General de la Corrèze, después de obtener el 55 % de los votos en las elecciones cantonales de marzo de 2008. En las elecciones municipales de marzo de 2008, los socialistas conservaron el control del municipio de Tulle al conseguir la izquierda la victoria en primera ronda. A su vez, entre 2008 y 2012, fue consejero general del cantón de Vigeois, del departamento de Corréze.
El 8 de junio de 2006, François Hollande y Pierre Moscovici acudieron a la embajada de Estados Unidos en París para lamentarse de que el presidente Jacques Chirac se opusiera con «tanta firmeza» a la invasión de Irak.
El 7 de noviembre de 2008, se celebró el Congreso Nacional del PS en Reims, que abordó la sucesión de Hollande al frente de la primera secretaría, después de que este anunciara que no se volvería a presentar. La pugna del liderazgo enfrentó a dirigentes como Bertrand Delanoë, alcalde de París (apoyado por Hollande), Martine Aubry, alcaldesa de Lille, Ségolène Royal, excandidata presidencial y presidenta de la región de Poitou-Charentes y Benoît Hamon, dirigente del ala izquierda del PS. Finalmente, la elección se redujo a Martine Aubry y Ségolène Royal; apoyando Hollande a la primera de ellas como sucesora. Tras un escrutinio tenso, muy ajustado (tan solo un centenar de votos de diferencia sobre más de 100 000) y con numerosas sospechas de irregularidades en ambos campos, Aubry obtuvo la victoria.

## Presidencia (2012-2017)
Hollande anunció su candidatura para la presidencia en marzo de 2011. El 16 de octubre de ese mismo año, gana la nominación del Partido Socialista tras ganar las primarias con un 56.57 %, frente al 43.43 % de su adversaria Martine Aubry. El 6 de mayo de 2012 fue elegido presidente de Francia, en segunda vuelta, venciendo a Nicolás Sarkozy, quien reconoció esa misma noche su derrota frente al candidato socialista. Hollande obtuvo dieciocho millones de votos frente a los casi diecisiete de su oponente.
Nueve días más tarde, el 15 de mayo de 2012, Hollande asumió formalmente la presidencia de la República Francesa, siendo el segundo presidente socialista de la Quinta República después de François Mitterrand. En su primer viaje oficial al exterior, el mismo día de su asunción, Hollande se reunió en Berlín con la canciller alemana Angela Merkel.

### Conflictos bélicos

#### Conflicto armado en Malí
El viernes 11 de enero de 2013 el presidente Hollande desplegó fuerzas francesas para ayudar a que los militares combatan a los islamistas vinculados con al-Qaeda, nueve meses después de que se apoderaron del norte del país africano en 2012 y con motivo de detener el avance de los islamistas hacia el sur del país africano.
El presidente francés François Hollande dijo que la operación duraría «el tiempo necesario» y agregó que esta buscaba principalmente proteger a los 6000 ciudadanos de Francia en Mali. Los secuestradores retienen a siete rehenes franceses en el país.
«Las fuerzas del ejército francés apoyaron esta tarde a las unidades malienses para combatir contra terroristas», dijo Hollande. Además señaló que la intervención se haría estrictamente como lo señalan las normas del consejo de seguridad de Naciones Unidas y en conjunto con los socios regionales e internacionales.
Con anterioridad el Consejo de Seguridad de Naciones Unidas condenó la toma de Konna y llamó a sus Estados miembros a proveer ayuda a Malí «para reducir la amenaza representada por organizaciones terroristas y grupos aliados».
En uno de sus comunicados, el presidente Francois Hollande dijo a los reporteros el 21 de enero de 2013 que el objetivo de Francia en Malí es permitir que la fuerza internacional (MISMA) asuma el control y ayude a Mali a restablecer su integridad territorial. Y eso tomará algún tiempo.

#### Conflicto armado en el Sahel
El 1 de agosto de 2014 en el marco de la lucha contra el terrorismo llevó a cabo la Operación Barkhane junto con Chad, Mali, Burkina Faso, Nigeria y Mauritania como resultado de la concluida Operación Serval en Malí con el objetivo de acabar con el terrorismo.

#### Guerra contra el Estado Islámico
Hollande no dudó en hacer entrar a su nación en conflicto con el Estado Islámico al ver a Irak padecer una situación de emergencia siendo castigada su población iraquí y ocupada por los yihadistas, por ello luego de que el presidente estadounidense Barack Obama envió respaldo aéreo al Ejército de Irak para ayudar a combatir al Estado Islámico a Irak, Hollande no dudó en enviar a su Fuerza Aérea.

#### República Centroafricana
Además de estos conflictos mencionados Hollande desplegó cerca de 2000 soldados en la República Centroafricana donde desarrolla la Operación Sangaris.

#### Otros frentes
París mantiene también 900 efectivos en Líbano. De hecho es uno de los principales contribuyentes de los cascos azules allí desplegados. Francia, finalmente, colabora con la patrullera Adroit en la operación europea Atalanta para combatir la piratería en Somalia junto a Alemania, Países Bajos, Italia y España.

### Atentados terroristas de 2015

#### Atentado contraCharlie Hebdo
El 7 de enero de 2015, hombres vestidos de negro y armados con fusiles Kalashnikov llevaron a cabo un tiroteo en la sede del semanario satírico francés Charlie Hebdo en el XI distrito de París, como forma de protesta contra el semanario Charlie Hebdo que ocasionó polémica en el mundo musulmán y fue recibido como un insulto hacia el profeta Mahoma allá en el año 2012 y que se saldó con doce personas muertas y cinco heridas de gravedad.
Después de abrir fuego, los atacantes se dieron a la fuga. Los autores del tiroteo reivindicaron su acción con la frase: «Vamos a vengar al profeta».
Un centenar de agentes policiales, así como equipos de bomberos, se encontraron en el lugar de los hechos. El presidente del país, François Hollande, también llegó a la sede de la revista.

#### Atentados de París de noviembre de 2015
En la noche del 13 de noviembre y el comienzo del 14 de noviembre de 2015 tuvieron lugar varios ataques terroristas en París, perpetrados en su mayoría por atacantes suicidas pertenecientes al grupo yihadista Estado Islámico, en los que murieron al menos 129 personas y otras 352 resultaron heridas. Un tiroteo en el restaurante Petit Cambodge, en el X Distrito de París, se saldó con al menos cuatro muertos. Un segundo tiroteo tuvo lugar en el teatro Bataclan, con al menos 100 rehenes.
En un bar cercano al estadio de Francia, una explosión dejó al menos 10 muertos o heridos. El motivo de los ataques de los yihadistas fue el repudio debido a la participación de Francia en los bombardeos a Siria e Irak en la denominada guerra contra el Estado Islámico.

#### Atentado de Niza de julio de 2016
Fue un atentado que tuvo lugar en la ciudad francesa de Niza el 14 de julio de 2016, aniversario de la toma de La Bastilla, cuando Mohamed Lahouaiej Bouhlel, un residente tunecino en Francia, condujo deliberadamente un camión de carga de 19 toneladas hacia una multitud que estaba celebrando el Día Nacional de Francia, en el paseo de los Ingleses, matando a 85 personas e hiriendo a 303. Lahouaiej Bouhlel también disparó contra la policía y civiles con un arma de fuego. El ataque terminó cuando fue abatido por la policía.

### Derechos de los homosexuales
Hollande había anunciado su apoyo personal para el matrimonio entre personas del mismo sexo y la adopción para las parejas LGBT, y ha esbozado planes para seguir el tema a principios de 2013. En julio de 2012, el primer ministro Jean-Marc Ayrault anunció que «para la primera mitad del 2013, el derecho de matrimonio y adopción estará abierto para todas las parejas, sin discriminación [...]», confirmando la promesa electoral de Hollande. Un proyecto de ley de la legalización del matrimonio entre personas del mismo sexo y la adopción se introdujo en octubre de 2012.
El matrimonio entre personas del mismo sexo se aprobó en primera lectura por la Asamblea Nacional el 12 de febrero de 2013, por el Senado el 12 de abril y de nuevo por la Asamblea Nacional, en los mismos términos, el 23 de abril, por 331 votos contra 225. La ley ha sido validado luego por el Consejo Constitucional el 17 de mayo de 2013 y publicada en el Diario Oficial el 18 de mayo de 2013, después de haber sido firmado por el presidente de la República, François Hollande.

### Protestas
Ante la inminente aprobación al proyecto de ley que legalizaba el matrimonio homosexual, multitudinarias manifestaciones se realizaron en las principales ciudades del país. Luego de haber sido promulgado esto, fuertes protestas sacudieron al país, como la del 26 de mayo de 2013 en París, que se tornaron muy violentas. Diferentes personalidades e instituciones públicas mostraron su rechazo a ese proyecto de ley. Aun así, el 29 de mayo se celebró el primer matrimonio entre personas del mismo sexo.

### Popularidad
Si algo caracterizó la presidencia de Hollande fue su baja popularidad, la cual bajó desde al poco de asumir el cargo, si bien tras los atentados de París repuntó notablemente, acabó desplomándose hasta un mínimo histórico del 13 % en abril de 2016,

### Final del mandato
El 2 de diciembre de 2016, Hollande anunció que no sería candidato a las primarias del Partido Socialista de Francia para las elecciones presidenciales de 2017. Se abrió así un difícil proceso interno de primarias, en el que resultó vencedor, aunque con polémica, Benoît Hamon, derrotando al ex primer ministro Manuel Valls, que había dimitido para participar en el proceso.
El 14 de mayo de 2017, en el acto de proclamación del presidente de la República Francesa, cuyo titular fue Emmanuel Macron, finalizó un periodo cinco años como jefe de Estado.

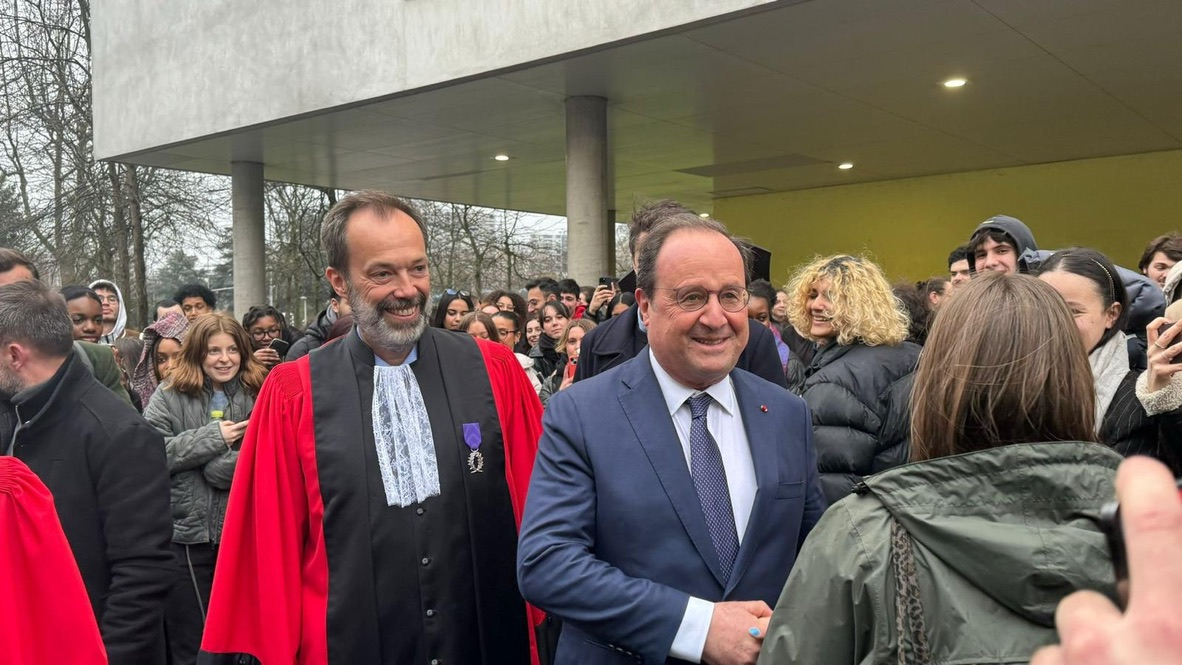
El presidente Hollande en 2024.

Al final de su mandato, François Hollande, al igual que Nicolas Sarkozy, se negó a formar parte del Consejo Constitucional, del que es miembro nato. Esto le permitió mantener su libertad de expresión en los medios de comunicación y publicar varios libros. De hecho, de 2017 a 2022, el expresidente socialista pronunciará numerosas conferencias en universidades francesas.

## Elección como diputado en 2024
Aunque en 2022 criticó la unión de la izquierda del NUPES en torno a Jean-Luc Mélenchon, se presentó a las elecciones legislativas de 2024 bajo la etiqueta de la unión de la izquierda del Nuevo Frente Popular, que incluye al partido de Jean-Luc Mélenchon (Francia Insumisa). Fue reelegido diputado por la primera circunscripción de Corrèze el 7 de julio de 2024.

## Obra

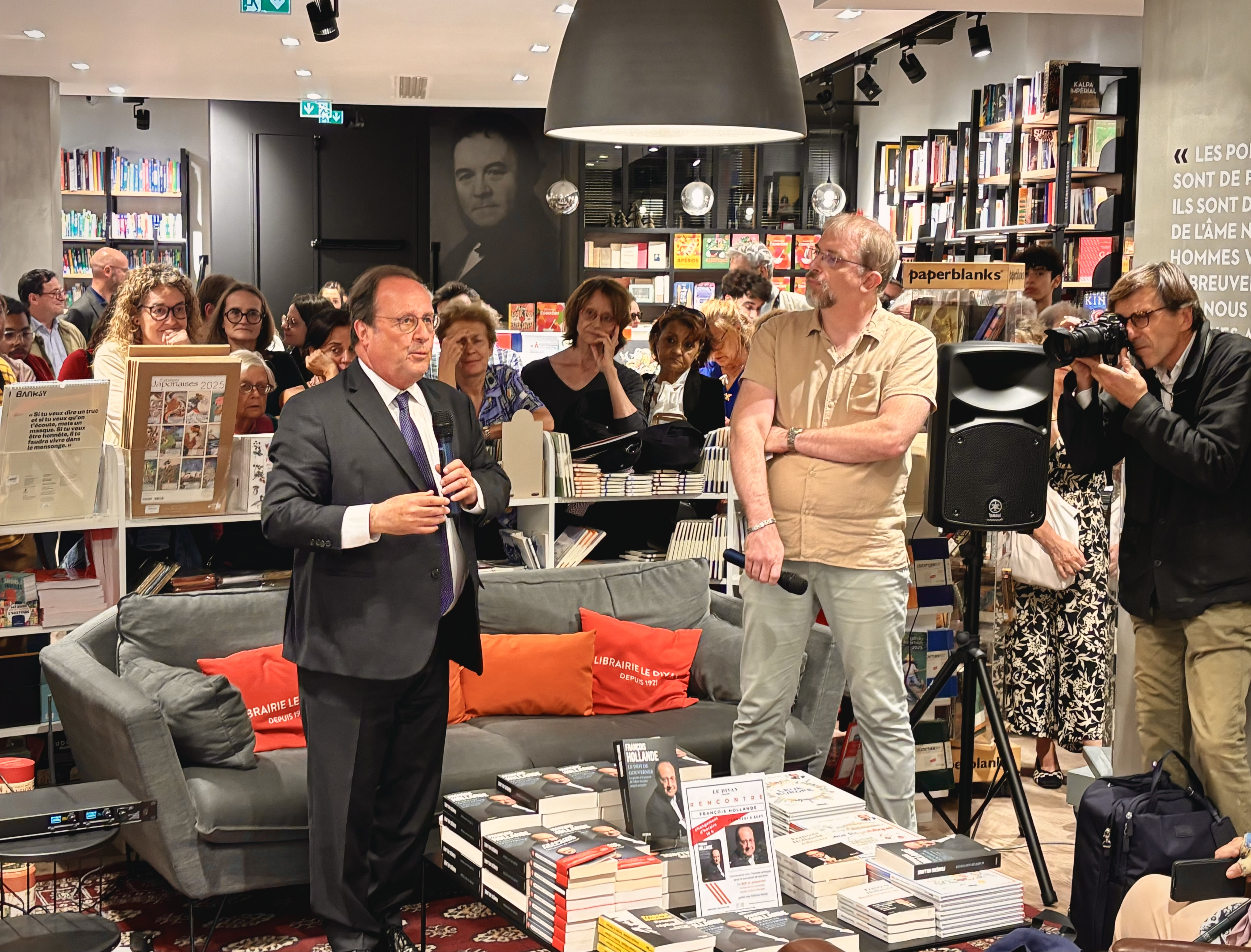
Hollande presentando su libro Le Défi de gouverner (El desafío de gobernar).

- L'Heure des choix. Pour une économie politique, con Pierre Moscovici, 1990, ISBN 2-7381-0146-1.
- La gauche bouge, obra colectiva escrita con el pseudónimo de Jean-François Trans, editada por Jean-Claude Lattès, 1995.
- L'Idée socialiste aujourd'hui, editada por Ómnibus, 2001 (con otros autores).
- Devoirs de vérité, editada por Stock, 2007.
- Droit d'inventaires, editada por Seuil, 2009, ISBN 978-2-02-097913-9
- Un destin pour la France (A Destiny for France), Fayard, January 2012. ISBN 978-2-213-66283-1
- Changer de destin (Changing destiny), Robert Laffont, February 2012. ISBN 978-2-221-13117-6
- Discours du Bourget et autres discours de la campagne présidentielle, Paris, éd. L'Harmattan, 2012 (ISBN 978-2296960756).
- Dialogue sur la politique : la gauche et la crise, con Edgar Morin, L'Aube. 2012, ISBN 978-2815906630.
- Les Leçons du pouvoir, Stock, 2018.
- Répondre à la crise démocratique, Fayard, 2019.
- Affronter, Stock, 2021.
- Bouleversements. Pour comprendre la nouvelle donne mondiale, Stock, 2022.
- Le Défi de gouverner. La gauche et le pouvoir de l'affaire Dreyfus jusqu'à nos jours, Perrin, 2024.

## Distinciones honoríficas
- Collar de la Orden de Isabel la Católica (2015)
- Medalla de la República Oriental del Uruguay (2016)[33]

### Artículos
- Garello, Jacques (28 avril 2012). «Éviter le pire» [Evitar lo peor] (pdf). La nouvelle lettre (en francés) (Aix-en-Provence: SEFEL) (1116): 1-2. Archivado desde el original el 25 de octubre de 2012. Consultado el 26 de mayo de 2012.

### Libros
- Chagnollaud, Dominique, ed. (2008). Les 50 ans de la Constitution : 1958-2008 [Los 50 años de la Constitución: 1958-2008] (en francés). Préface de Édouard Balladur. Paris: Litec. ISBN 978-2-7110-1117-9.